# Värmlandsteatern
Värmlandsteatern är en ideell teaterförening som startades 1987 av en liten grupp teaterentusiaster i Karlstad. Flera av dessa är fortfarande mycket aktiva inom föreningen. Värmlandsteatern har idag mellan 250 och 350 medlemmar. Medlemmarna är involverade i kurser och produktioner eller så är de, som ett fåtal har valt att vara, stödmedlemmar. Då har de valt att inte vara aktiva men ändå stödja verksamheten.
Föreningen bildades av bland annat Bosse (Bo) Runqvist, Karl Runqvist (Bosses son) och Rickey Andreis. Tanken var att man skulle producera professionell amatörteater. Värmlandsteatern omsätter årligen ca 4 miljoner kronor, av dessa är 55 procent biljettintäkter och 45 procent olika bidrag.

## Teaterskolan
Värmlandsteatern genomför utbildning inom teaterspecifika områden så som skådespeleri, smink, scenteknik, kostym, ljud- och ljudteknik med mera. De årligen återkommande kurserna A-, B- och C-kurs i skådespeleri arrangeras i deras egna lokaler på Tempelriddaren och är hörnstenen i Teaterskolans verksamhet.
Produktionskurser arrangeras i samband med uppförandet av olika pjäser och pågår året om.
I samarbete och samverkan med professionella aktörer jobbar kursdeltagaren sida vid sida mot ett gemensamt och mycket konkret mål, nämligen Premiär!
Kurserna är studiecirklar som ges i samarbete med studieförbunden Folkuniversitetet, NBV och Studiefrämjandet i Värmland.

## Lokaler

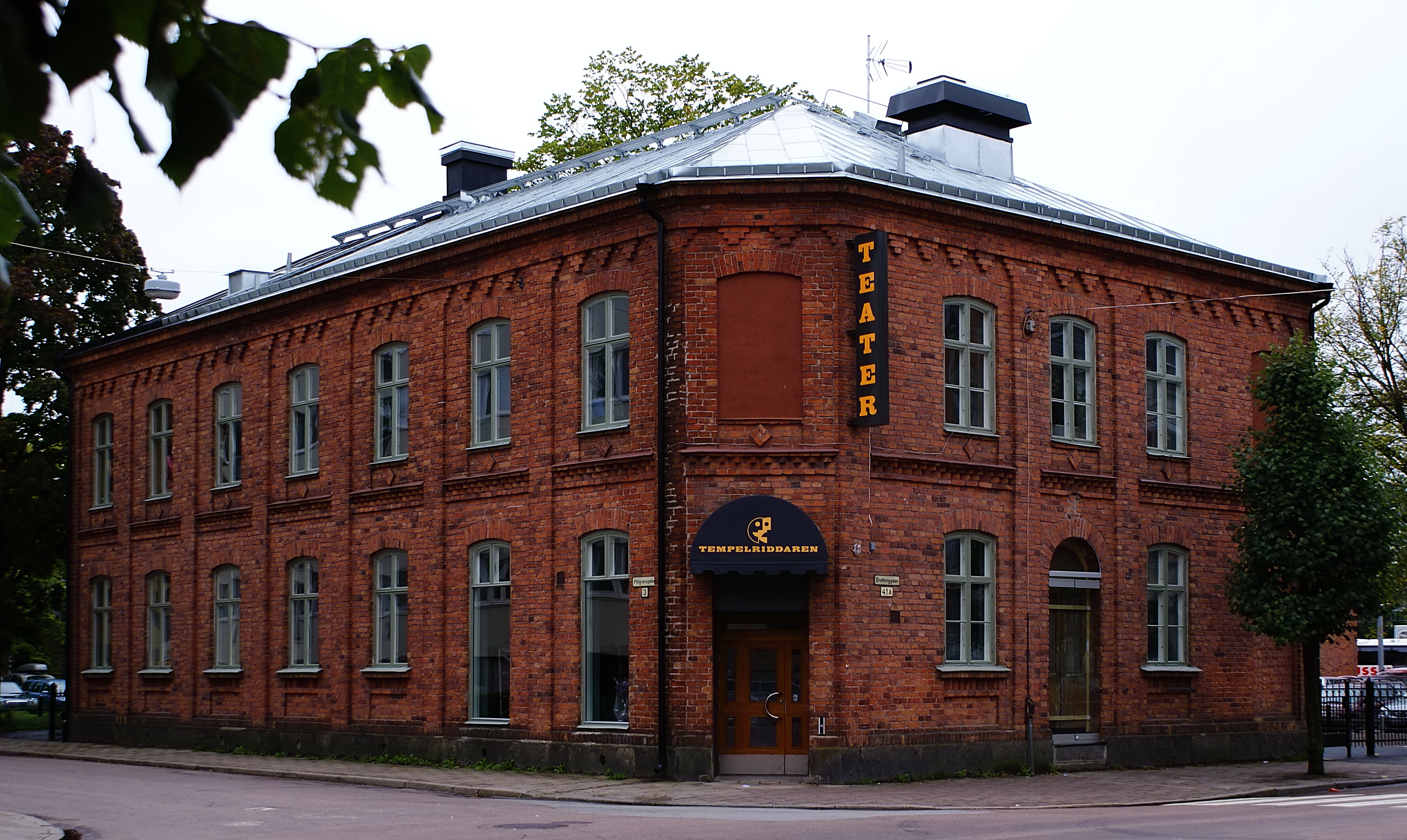
Tempelriddaren, teater i Karlstad som drivs av Värmlandsteatern.

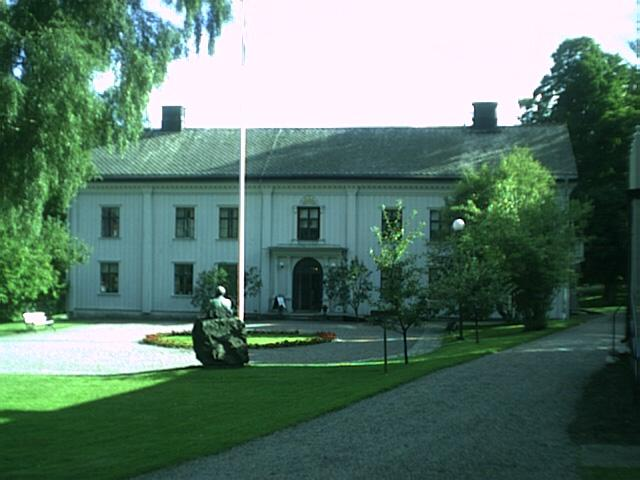
Alsters Herrgård, där spelar Värmlandsteatern sina sommaruppsättningar..

### Tempelriddaren
Tempelriddaren är den plats där Värmlandsteatern har sitt kontor, replokal, verkstad och teaterscen. Huset byggdes 1885 av baptisterna som Elimkapellet. År 1919 såldes det till Tempel Riddare Orden som använde det som ordenslokal. Under flera år stod lokalen tom men det var inte förrän Värmlandsteatern flyttade in som den började användas som en teaterscen. Förenings första föreställning på Tempelriddaren var William Shakespeares "Mycket väsen för ingenting" hösten 2008.
Lokalen rymmer 200 gäster men begränsas till ca 140 stycken som man placerar på 2-3 olika sidor. På Tempelriddaren har Värmlandsteatern spelat "Mycket väsen för ingenting", "En Julsaga" och "Omaka par".

### Alsters herrgård
Magasinet vid Alsters herrgård har använts av Värmlandsteatern under somrarna sedan 2005. På Alsters Herrgård har Värmlandsteatern spelat bland annat "Ett Dockhem", "Svek" och "Sjung vackert om kärlek".

### Scalateatern
Scalateatern är en gammal biograf som sedan 1993 har använts som teaterscen av Värmlandsteatern. Tillsammans med sin systerförening Cabary driver Värmlandsteatern föreningen Scalateatern. Föreningens första föreställning på Scalateatern var William Shakespears "Hamlet" våren 1993.
Lokalen rymmer en publik på 409 gäster och fungerar utmärkt för teater, musikal och konferenser. På Scalateatern har Värmlandsteatern spelat bland annat "Jesus Christ Superstar", "Evita", "Allt eller inget" och "The Rocky Horror Show".

### Lilla Klara
Detta är en studioscen i stadsdelen Klara, Karlstad, där Värmlandsteatern hade sitt kontor, replokaler och scen fram till 2008. På Lilla Klara har Värmlandsteatern bland annat spelat "En Julsaga", "Skattkammarön" och "Oliver Twist".

## Händelser i föreningens historia
- 1987: Föreningen bildas.
- 1988: Deras första föreställning Trettondagsafton har premiär på Arenan i Karlstad.
- 1993: Föreningen startar Amatörteaterskolan ATS (Idag Teaterskolan).
- 1993: Ombyggnationen av Scalateatern står klar.
- 1993: Deras första föreställning på Scalateatern "Hamlet" har premiär.
- 1997: Föreningen slår sitt tidigare publikrekord med musikalen "Jesus Christ Superstar.
- 2003: Föreningen firar 15 år med musikalen "Evita", och för första gången tar man in en professionell skådespelare i huvudrollen, nämligen Jenny Öhlund.
- 2005: Föreställningen "Allt eller inget" har premiär på Scalateatern, efter reprisen ett år senare är det den föreställningen som sålt flest biljetter i föreningens historia.
- 2005: Magasinet, Alsters herrgård, tidigare "Brännvinsmagasinet", premiärgästas av Värmlandsteatern när Ett dockhem uppförs sommartid.
- 2008: Värmlandsteatern flyttar in i sin nya lokal Tempelriddaren.
- 2011: Cabaret sätts upp på Tempelriddaren och konceptet med bordsservering i nära samarbete med Kjell & Bolas öppnar nya vägar för teatern.
- 2012: Friluftsteaterns scen i Mariebergsskogen blir en ny arena för Värmlandsteatern och dess sommarpublik, barnfamiljerna. Först ut är EMIL! Nya hyss i Lönneberga.
- 2019: Tingvallakyrkan i Karlstad används som teaterscen då Värmlandsteaterns "Ringaren i Notre Dame" uppförs.

## Värmlandsteaterns repertoar 1987-2019
| När:               | Föreställning:                                                               | Regi:                              | Producent:                                                          |
| ------------------ | ---------------------------------------------------------------------------- | ---------------------------------- | ------------------------------------------------------------------- |
| Vinter 2019        | Ringaren i Notre Dame                                                        | Mattias Walan                      | Bepa Hedåsen                                                        |
| Höst 2018          | Sweeney Todd                                                                 | Karl Runqvist                      | Anett Refseth                                                       |
| Sommar 2018        | Aladdin håller Anden                                                         | Johan Fält                         | Catrin Berg                                                         |
| Vår 2018           | Blommor av stål                                                              | Eva-Mi Tapper                      | Daniel Bernspång                                                    |
| Höst/Vinter 2017   | När prinsar stannar hemma                                                    | Helge Modén                        | Bepa Hedåsen                                                        |
| Höst 2017          | De 39 stegen                                                                 | Staffan Lindström                  | Helene Forsman                                                      |
| Sommar 2017        | Nya Pippi Långstrump                                                         | Suzanne Carling                    | Julianna Viðarsdottir                                               |
| Vår 2017           | I sista minuten                                                              | Carina Ekman                       | Bepa Hedåsen                                                        |
| Höst/Vinter -16-17 | När prinsessor vaknar om natten                                              | Klas Kvarnevik                     | Bepa Hedåsen                                                        |
| Höst/Vinter 2016   | Tillbaka till den förbjudna planeten                                         | Karl Runqvist                      | Anett Refseth                                                       |
| Höst 2016          | Soppteater                                                                   |                                    |                                                                     |
| Sommaren 2016      | Karlsson på taket                                                            | Johan Fält                         | Rasmus Andersson                                                    |
| Sommaren 2016      | Möss och Människor                                                           | Mattias Walan                      | Bepa Hedåsen                                                        |
| Sommar 2016        | I det stilla inre Övningsproduktion                                          | Helge Modén                        | Helge Modén                                                         |
| Vår/Sommar-16      | Improshow/Dramaverket Solveigs Värmlandssalong Blandskog, Jäder & Samuelsson |                                    | Jennie Segerström                                                   |
| Vinter -15-16      | Loranga, Loranga                                                             | Carina Ekman, Eva-Mi Tapper        | Jennie Segerström                                                   |
| Höst/Vinter !4-15  | Állo állo 'emliga armén                                                      | Ricky Andreis                      | Daniel Bernspång                                                    |
| Höst -15           | Kulturnatt på Tempelriddaren                                                 |                                    |                                                                     |
| Sommar -15         | Peter Pan & Kapten Krok                                                      | David Runqvist                     | Rasmus Andersson                                                    |
| Sommar -15         | Möss och Människor                                                           | Mattias Walan                      | Bepa Hedåsen                                                        |
| Höst/Vinter 13-14  | Little Shop of Horrors                                                       | Karl Runqvist                      | Anett Refseth                                                       |
| Sommar -14         | Bamse och världsmästaren i elakhet                                           | Klas Kvarnevik                     | Karolina Hasselroth                                                 |
| Vår -14            | Kalenderflickorna                                                            | Eva-Mi Tapper                      | Daniel Bernspång                                                    |
| Höst/Vinter 13-14  | Trolltider                                                                   | Klas Kvarnevik                     | Karolina Hasselroth och Gunilla Fält                                |
| Vinter -13         | Shakespeares samlade verk                                                    | Staffan Lindström                  | Jenny Lakmaker                                                      |
| Höst -13           | Shakespeares samlade verk                                                    | Staffan Lindström                  | Jenny Lakmaker                                                      |
| Höst -13           | EN3´Dödsbädden                                                               | Anna Almroth                       | Jennie Segerström                                                   |
| Höst -13           | EN3´ Sedd                                                                    | Benjamin Lidén                     | Jennie Segerström                                                   |
| Sommaren -13       | I Frödings spår                                                              | Ricky Andreis                      | Sophia Wimmerstedt                                                  |
| Sommar -13         | Pippi Långstrump på de sju haven                                             | Gustav Larson                      | Linnea Wäisänen                                                     |
| Våren -13          | Anne Franks Dagbok                                                           | Jenny Lakmaker                     | Lina Segerström                                                     |
| Våren 2013         | Jekyll & Hyde                                                                | Karl Runqvist                      | Lina Segerström                                                     |
| Vinter 12-13       | Trolltider                                                                   | Klas Kvarnevik                     | Karolina Hasselroth och Gunilla Fält                                |
| Höst -12           | EN3´                                                                         | Komedi, Deckare, Musikal           | Miriam Kaukosalo, Linnéa Wäisänen, Jennie Segerström                |
| Sommar-12          | Fröken Julie                                                                 | Jenny Lakmaker                     | Karolina Hasselroth                                                 |
| Vår-2012           | Emil! Nya hyss Lönneberga                                                    | Johan Fält                         | Therese Wennsten, Daniel Bernspång                                  |
| Höst/Vinter 11-12  | "Kan du vissla Johanna"                                                      | Per Thorén                         | Jennie Segerström                                                   |
| Höst/Vinter 11-12  | "Kajsa Kavat"                                                                | Per Thorén                         | Jennie Segerström                                                   |
| Höst-11            | "Cabaret"                                                                    | Karl Runqvist                      | Lina Segerström                                                     |
| Sommar-11          | "Ett skratt förlänger livet"                                                 | Helena Skärlén                     | Helena Skärlén                                                      |
| Vår-11             | "Pelle Svanslös i Karlstad"                                                  | Figge Norling                      | Jennie Segerström                                                   |
| Vår-11             | "Jesus Christ Superstar"                                                     | Karl Runqvist                      | Lina Segerström                                                     |
| Höst-10            | "Tribadernas_natt"                                                           | Jenny Lakmaker                     | Sophia Wimmerstedt                                                  |
| Höst-10            | "Det är Söndag"                                                              | Ramona Ivener                      | Sophia Wimmerstedt                                                  |
| Sommar-10          | "Sjung vackert om kärlek"                                                    | Carina Ekman                       | Sophia Wimmerstedt                                                  |
| Vår-10             | "Leka med elden" Övningsproduktion                                           | Benjamin Lindén                    | Benjamin Lindén                                                     |
| Vår-10             | "Elling i närkontakt"                                                        | Staffan Lindström                  | Jenny Lakmaker och Gunilla Fält                                     |
| Vår-10             | "Annie"                                                                      | Suzanne Carling                    | Sophia Wimmerstedt                                                  |
| Vinter-09          | "En Julsaga"                                                                 | Suzanne Carling                    | Jenny Lakmaker                                                      |
| Höst-09            | "Omaka par"                                                                  | Rickey Andreis                     | Lina Segerström                                                     |
| Vår-09             | "The Rocky Horror Show"                                                      | Karl Runqvist                      | Magnus Andersson och Jennie Segerström                              |
| Höst-08            | "Mycket väsen för ingenting"                                                 | Suzanne Carling                    | Linda Krautz                                                        |
| Vinter-08          | "En Julsaga"                                                                 | Suzanne Carling                    | Sigvard Strömberg                                                   |
| Vår-08             | "By Jeeves"                                                                  | Karl Runqvist                      | Jennie Segerström                                                   |
| Vår-08             | "Bröderna Lejonhjärta"                                                       | Klas Kvarnevik                     | Sophia Wimmerstedt                                                  |
| Sommar-08          | "Sjung vackert om kärlek"                                                    | Carina Ekman                       | Sophia Wimmerstedt                                                  |
| Höst-07            | "Bröderna Lejonhjärta"                                                       | Klas Kvarnevik                     | Sophia Wimmerstedt                                                  |
| Höst-07            | "Kung Erik"                                                                  | Karl Runqvist                      | Jennie Segerström                                                   |
| Vår-07             | "Rent"                                                                       | Suzanne Carling                    | Sofia Aronsson                                                      |
| Sommar-07          | "Sjung vackert om kärlek"                                                    | Carina Ekman                       | Jennie Segerström                                                   |
| Höst-06            | "Det stannar i familjen"                                                     | Johan Fält                         | Jennie Segerström och Gunilla Fält                                  |
| Höst-06            | "Elling och Kjell Bjarne"                                                    | Staffan Lindström                  | Gunilla Fält                                                        |
| Sommar-06          | "Svek"                                                                       | Jenny Lakmaker                     | Catrin Berg                                                         |
| Vår-06             | "Allt eller Inget"                                                           | Karl Runqvist                      | Jennie Segerström                                                   |
| Höst-05            | "Fröken Fleggmans mustasch"                                                  | Johan Fält                         | Jennie Segerström                                                   |
| Höst-05            | "Oliver Twist"                                                               | Suzanne Carling                    | Jennie Segerström                                                   |
| Vår-05             | "Skattkammarön"                                                              | Johan Fält & Klas Kvarnevik        | Jennie Segerström                                                   |
| Vår-05             | "Allt eller inget"                                                           | Karl Runqvist                      | Jennie Segerström                                                   |
| Vår-05             | "Ett dockhem"                                                                | Jenny Lakmaker                     | Mari Persson och Gunilla Fält                                       |
| Höst-04            | "En folkefiende"                                                             | Kristian Almqvist                  | Jennie Segerström                                                   |
| Höst-04            | "Shirley Valentine"                                                          | Karl Runqvist                      | Jennie Segerström                                                   |
| Höst-04            | "Teatersport"                                                                |                                    | Jennie Segerström                                                   |
| Höst-04            | "En julsaga"                                                                 | Suzanne Carling & Peter Stefansson | Jennie Segerström                                                   |
| Vår-04             | "Spelman på taket"                                                           | Ricky Andreis                      | Lollo Lindblom, Emelie Wastelius och Malin Alstersjö                |
| Vår-04             | "Robin Hood"                                                                 | Klas Kvarnevik & Johan Fält        | Lollo Lindblom, Emelie Wastelius och Malin Alstersjö                |
| Höst-03            | "Comic Potential"                                                            | Bosse Runqvist                     | Jennie Segerström                                                   |
| Höst-03            | "En julsaga"                                                                 | Suzanne Carling                    | Jennie Segerström                                                   |
| Vår-03             | "Evita"                                                                      | Karl Runqvist                      | Jennie Segerström                                                   |
| Höst-02            | "Pippi Långstrump"                                                           | Suzanne Carling                    | Jennie Segerström                                                   |
| Höst-02            | "I Lodjurets timma"                                                          | Klas Kvarnevik                     | Klas Kvarnevik                                                      |
| Höst-02            | "Kvinnan I Svart"                                                            | Karl Runqvist                      | Jennie Segerström                                                   |
| Vår-02             | "Min mamma herr Albin"                                                       | Karl Runqvist                      | Bepa Hedåsen                                                        |
| Höst-01            | "Ronja Rövardotter"                                                          | Suzanne Carling                    | Jennie Segerström                                                   |
| Vår-01             | "Gökboet"                                                                    | Staffan Lindström                  | Anna-Runa Kax och Klas Kvarnevik                                    |
| Höst-00            | "From a jack to a king"                                                      | Karl Runqvist                      | Jennie Segerström                                                   |
| Höst-00            | "Älskaren och Kollektionen"                                                  | Suzanne Carling                    | Anna Bergström                                                      |
| Vår-00             | "Rika barn leka bäst"                                                        | Staffan Lindström                  | Anna Bergström och Jennie Segerström                                |
| Höst-99            | "En handelsresandes död"                                                     | Bosse Runqvist                     | Anna Bergström och Maria Engström                                   |
| Höst-99            | "Funny Money"                                                                | Tord Norrby                        | Anna Bergström och Frida Billström                                  |
| Höst-99            | "Bröderna Lejonhjärta"                                                       | Karl Runqvist                      | Anna Bergström                                                      |
| Vår-99             | "Det susar i säven"                                                          | Dan Enwall                         | Anna Bergström                                                      |
| Vår-99             | "Shirley Valentine"                                                          | Karl Runqvist                      | Anna Bergström                                                      |
| Höst-98            | "Besatt"                                                                     | Karl Runqvist                      | Anna Bergström                                                      |
| Vår-98             | "Jesus Christ Superstar"                                                     | Karl Runqvist                      | Anna Bergström                                                      |
| Vår-98             | Övningsproduktion: "Symfoni för en stympad fiol"                             | Eva-Lena Lübeck                    | Eva-Lena Lübeck                                                     |
| Vår-98             | Övningsproduktion: "VD"                                                      | Magnus Andersson                   | Magnus Andersson                                                    |
| Höst-97            | "I hetaste laget"                                                            | Dan Enwall                         | Per Thorén                                                          |
| Höst-97            | "Mio min Mio"                                                                | Bosse Runqvist                     |                                                                     |
| Vår-97             | "Cyrano de Bergerac"                                                         | Karl Runqvist                      | Suzanne Carling och Anders Larsson                                  |
| Höst-96            | "En fröjdefull jul"                                                          | Bosse Runqvist                     | Birgitta Haglund                                                    |
| Vår-96             | "Swedenhielms"                                                               | Dan Enwall                         |                                                                     |
| Höst-95            | "Den förbjudna planeten"                                                     | Karl Runqvist                      | Suzanne Carling                                                     |
| Höst-95            | "Från lem till lever"                                                        | Ricky Andreis                      | Marija Borenius                                                     |
| Vår-95             | "Pygmalion"                                                                  | Bosse Runqvist                     | Suzanne Carling                                                     |
| Höst-94            | "Little Shop of Horrors"                                                     | Karl Runqvist                      | Roland Alster                                                       |
| Höst-94            | "Trassel"                                                                    | Dan Enwall                         | Suzanne Carling                                                     |
| Vår-94             | "Rampfeber"                                                                  | Leif Persson                       | Suzanne Carling                                                     |
| Höst-93            | "Kvinnan i svart"                                                            | Karl Runqvist                      | Roland Alster                                                       |
| Höst-93            | "Spindelnätet"                                                               | Bosse Runqvist                     | Roland Alster                                                       |
| Vår-93             | "Hamlet"                                                                     | Bosse Runqvist                     | Karl Runqvist                                                       |
| Vår-93 & Höst-91   | "Kuta och kör"                                                               | Ricky Andreis                      | Monica Evermark                                                     |
| Vår-92 & Höst-91   | "Lysistrate"                                                                 | Ulf Björkegren                     | Karl Runqvist                                                       |
| Vår-92 & Höst-90   | "Gin och bitter lemon"                                                       | Bosse Runqvist                     | Karl Runqvist, Eva Bång, Monica Evermark, Anne-Charlotte Sverkström |
| Vår-91 & Höst-90   | "Råttfällan"                                                                 | Bosse Runqvist                     | Karl Runqvist                                                       |
| Vår-91 & Höst-89   | "Inte nu, älskling!"                                                         | Ricky Andreis                      |                                                                     |
| Höst -89           | "Charleys tant"                                                              | Bosse Runqvist & Ricky Andreis     | Karl Runqvist                                                       |
| Vår-89             | "Tempus"                                                                     | Bosse Runqvist & Ricky Andreis     | Karl Runqvist                                                       |
| Höst-88            | "Trettondagsafton"                                                           | Bosse Runqvist & Ricky Andreis     | Ann-Charlotte Sverkström, Monica Evermark, Patrik Eurenius          |